# Ламбель
В геральдиці ламбель (титло) - це гербова фігура, що нагадує ремінець, що перетинає конячі груди, на якому висять підвіски. Зазвичай це ознака бризури, але іноді вона висувається просто як самостійна геральдична фігура.
Спочатку кінцівки були прямокутної форми, але з часом часто малювались з розширеними кінцями. Ламбель майже завжди розміщується у главі щита. У більшості випадків горизонтальна смуга простягається прямо по щиту, але є кілька прикладів, коли смуга усічена.

## Як відмінність
Загалом у європейській геральдиці ламбель використовувався для позначення старшого сина, як правило, принца королівського роду. Бризура - це відмінності, що використовуються для позначення молодших членів сім'ї.
У британській геральдиці склалася система специфічних бізурів або "позначок каденції" (бризури): Старший син за життя свого батька вживає сімейний герб із додаванням ламбеля; другий син - півмісяця, третій - зірки, четвертий - мартлета, п’ятий - кільця; шостий - лілії; сьомий - троянди; восьмий - хреста моліна; дев'ятий - подвійний квадрифолій. Після смерті батька старший син знімав ламбель зі свого герба і вживав незмінений герб.
Кількість стрічок на ламбелі нічого не означала, хоча три кінці мали представляти спадкоємця за життя його батька; п’ять - за життя його діда; сім балів - доки живий прадідусь тощо.
За деякими даними, старший син старшого сина накладає ламбель на ламбель. Однак А.Ч. Фокс-Девіс стверджує, що у випадку наявності спадкоємця спадкоємця використовується один ламбель з п'яти кінців, і розміщувати ламбель на ламбелі неправильно, коли обидва знаки каденції, а не накладу.

## Як гербова фігура
Ламбель вживається як фігура у гербах кількох родин та муніципалітетів, часто зародившись як знак відмінності та залишений у спадок. Він також використовувався у промовистих гербах. Кількість кінцівок коливається від трьох до семи (див. Приклади нижче). Є також кілька прикладів кінцівок, що обтяжені додатковими фігурами, особливо на гербах Британської королівської родини (див. Приклади нижче).

Герб принца Вельзького Едуарда
Срібний ламбель на гербі Принца Вельзького
Герб принця Ендрю, герцога Йоркського
Герб герцога Глостера
Герб герцога Норфолка
Герб лорда Моубрей, Сегрейв і Стоуртон
Герб графа Анжу
Герб департаменту Па-де-Кале, заснований на гербі графства Артуа
Герб Девіда Армстронга-Джонса, 2-го графа Сноудона, в той час віконт Лінлі
Герб Олів'є IV де Роана сеньйора Монтобана
Герб Бофора, Люксембург
Герб лордів Фонтуа (або Фонтой)
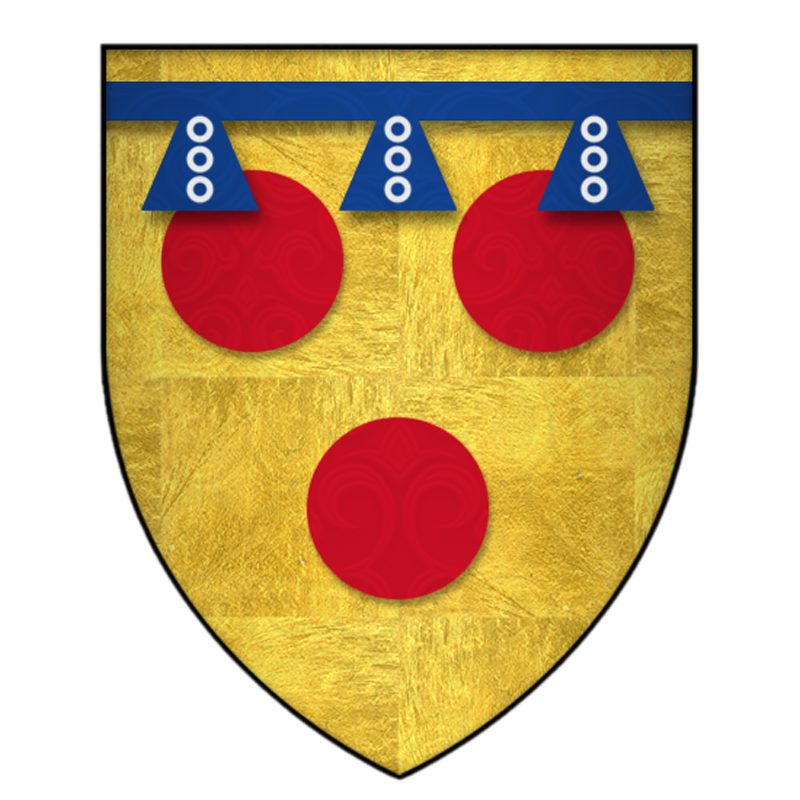
Герб Куртене